# Període del comerç Nanban
El Període del comerç Nanban (南蛮 贸易, nanban-boek lit. "El comerç amb els bàrbars del sud") és un període en la història del Japó que s'estén des de l'arribada dels primers europeus al Japó el 1543, fins a la seva total exclusió de l'arxipèlag el 1641, després de la promulgació del sakoku.